# Martin Schöffmann
Martin Schöffmann (né le 31 mars 1987 à Leoben, dans le Land de Styrie, en Autriche) est un coureur cycliste autrichien.

## Biographie
Après avoir remporté le titre de champion d'Autriche chez les espoirs en 2008, il signe son premier contrat professionnel en 2008 avec le RC Arbö Wels Gourmetfein.

## Palmarès
- 2008
  -  Champion d'Autriche sur route espoirs
- 2009
  -  Champion d'Autriche sur route espoirs
  -  Champion d'Autriche de la montagne espoirs
  - 2e du championnat d'Autriche sur route
- 2011
  - Grand Prix Betonexpressz 2000
- 2012
  - 2e du Tour de Haute-Autriche

## Classements mondiaux
| Année           | 2008  | 2009 | 2010 | 2011 | 2012 |
| --------------- | ----- | ---- | ---- | ---- | ---- |
| UCI Europe Tour | 1217e | 435e |      | 386e | 400e |